# Jerry Krause
Jerome "Jerry" Krause (Chicago, 6 d'abril de 1939 - Chicago, 21 de març de 2017) va ser un executiu esportiu estatunidencs, conegut internacionalment per haver estat gerent general dels Chicago Bulls entre 1985 i 2003. Durant el seu mandat en la dècada dels noranta els Bulls van dominar el campionat de l'NBA. Liderats pel jugador superestrella Michael Jordan van guanyar el campionat de l'NBA sis vegades entre 1991 i 1998. Per l'èxit de l'equip, Krause va rebre dues vegades el Premi Executiu de l'Any de l'NBA. La seva carrera al món de l'esport va incloure càrrecs com a observador o gerent general dels Baltimore Bullets, els Chicago White Sox i els Chicago Bulls.

## Carrera primerenca
Va néixer el 6 d'Abril de 1939 i va créixer a Chicago, Illinois. Va jugar al beisbol com a receptor a l'escola secundària de Taft a Chicago i va assistir a la Universitat de Bradley .
En acabar els seus estudis universitaris, va començar a treballar com a observador pels Baltimore Bullets. Al principi, es va guanyar la reputació de poder veure el talent, per la qual cosa és reconegut com el responsable d'haver descobert al futur membre del Saló de la Fama, Earl Monroe.
Mentre estava amb els Bullets, va insistir perquè l'equip triés l'aler de Dakota del Nord Phil Jackson al draft de l'NBA de 1967. Els Bullets no el van reclutar, però Krause va continuar mantenint-se en contacte amb ell durant la seva carrera esportiva i els seus primers anys com a entrenador. La seva relació va florir durant les dècades de 1970 i 1980; notablement, quan Jackson estava entrenant als Albany Patroons de l'Associació Continental de Bàsquet. Krause una vegada el va cridar per sol·licitar-li una anàlisi dels jugadors de la lliga, que Jackson va proporcionar amb gran detall.
Després d'uns anys amb els Baltimore Bullets, també va treballar com a caçatalents pels Phoenix Suns, Philadelphia 76ers, Los Angeles Lakers i Chicago Bulls durant la dècada dels setanta. Al seu torn, treballava com caçatalents de beisbol per als Cleveland Indians, Oakland Athletics, Seattle Mariners i els Chicago White Sox. Mentre treballava per als Mariners, va continuar buscant a temps parcial pels Lakers.
Estava reclutant jugadors per als White Sox en 1984 quan l'amo de l'equip, Jerry Reinsdorf, va comprar els Chicago Bulls. Al cap de poc, va ser nomenat gerent general de l'equip de l'NBA.

## Chicago Bulls
Va succeir a Rod Thorn i va administrar la franquícia quan Michael Jordan i Phil Jackson van ascendir a l'estatus d'elit.

### Selecció de jugadors
En ser nomenat gerent general, va realitzar una sèrie de moviments per construir les bases de l'equip que dominaria la dècada dels noranta. Va intercanviar a jugadors indesitjables, va lliurar la llista dels Bulls i va crear una col·lecció de seleccions de draft que resultarien en dues addicions significatives a l'equip en 1987. Al draft de 1987 va triar a dos novells: Scottie Pippen, un petit aler de la Universitat d'Arkansas Central; i Horace Grant, un poderós pivot de Clemson. Els dos van ser els pilars dels equips del campionat 1991-1993 dels Bulls. Amb això, Krause va demostrar el seu talent per trobar jugadors que no van ser ben rebuts o fins i tot poc coneguts pels principals caçatalents.

### Reconstrucció després de la primera retirada de Michael Jordan
El primer retir de Michael Jordan, després de la temporada de la NBA de 1993, va portar un canvi massiu a la llista de Chicago Bulls. Krause va intentar reemplaçar-lo amb l'especialista defensiu Pete Myers i l'agent lliure Ron Harper, però cap dels dos va demostrar ser capaç de portar a Chicago Bulls cap a l'anell. Just abans que Jordan anunciés el seu retir, finalment va poder persuadir a Kukoč perquè rescindís el seu contracte a Europa i s'unís als Bulls. Els Bulls de 1993–94 van arribar a les semifinals del campionat, on van perdre contra els Knicks de Nova York en set partits, quan tres anys enrere els havien vençut als playoffs.
Quan Jordan va tornar a l'NBA al final de la temporada de 1995, Krause una vegada més es va posar a treballar per reunir el que ha estat etiquetat com el millor equip en la història de la NBA després de l'adquisició de Dennis Rodman dels Spurs fora de temporada. Els Bulls van guanyar un rècord de 72 partits de l'NBA i Krause va ser nomenat Executiu de l'Any per segona vegada. A l'any següent, van aconseguir la segona millor temporada de l'NBA amb 69 victòries i van tornar a ser campions.

### "El darrer ball"
Krause i l'entrenador en cap Phil Jackson havien estat amics durant anys, però la seva relació, en opinió de Jackson, es va trencar a principis de la dècada de 1990 després que el periodista del Chicago Tribune, Sam Smith (a qui Krause menyspreava), publiqués un llibre sobre l'equip de títol de 1991, The Jordan Rules. El llibre detalla la tensió que ja existia entre Krause i els jugadors, i finalment va crear una distància important entre Krause i Jackson.
Després del títol final dels Bulls de l'era de Jordan en 1998, Jackson va deixar l'equip prometent no tornar a entrenar mai, però després de prendre's un any sabàtic, va decidir donar-li una altra oportunitat als Lakers. Krause va dir que no havia parlat amb Jackson des de llavors. Quan Jordan va ingressar al Saló de la Fama el 2009, Krause no va assistir a l'acte.

## Reconstrucció
L'any després del darrer anell, en creure que els jugadors estaven envellint i els Bulls enfrontaven un futur incert, va decidir fer fora als veterans i reconstruir a l'equip. No obstant això, es van agregar pocs jugadors importants.

## Últims anys i mort
El 2003 va renunciar com a gerent general de Chicago Bulls, explicant: "Els rigors i l'estrès del treball m'han causat alguns problemes físics menors en els últims anys".
Va tornar a les seves arrels i va treballar breument pels New York Yankees com a observador abans d'unir-se als New York Mets en 2005. El 2010 es va unir als Chicago White Sox com a observador, un lloc que havia ocupat en els anys setanta i vuitanta. Va ser nomenat pels Diamondbacks d'Arizona com a assistent especial en el seu departament de caçatalents l'1 d'abril de 2011. El 21 de març de 2017, va morir a l'edat de 77 anys després d'haver estat lluitant contra problemes de salut com la osteomielitis. Va ser inclòs al el Saló de la Fama del Bàsquet de 2017 a títol pòstum.